# Artem Miłewski
Artem Wołodymyrowycz Miłewski (ukr. Артем Володимирович Мілевський, biał. Арцём Уладзіміравіч Мілеўскі, Arciom Uładzimirawicz Mileuski; ur. 12 stycznia 1985 w Mińsku, Białoruska SRR) – ukraiński piłkarz pochodzenia białoruskiego, grający na pozycji napastnika w ukraińskim klubie FK Mynaj, reprezentant Ukrainy.

## Kariera piłkarska

### Kariera klubowa
Jest wychowankiem DJuSSz Źmiena Mińsk. Pierwszy trener Nikołaj Wołkow. W 2000 roku 15-letni Artem przeniósł się do Kijowa, gdzie uczył się w Piłkarskiej Akademii Pawła Jakowenki. W sezonie 2001/02 występował w drugiej drużynie Borysfenu Boryspol. Przez 11 lat był zawodnikiem Dynama Kijów (od 2002 roku). Po wygaśnięciu kontraktu 5 września 2013 podpisał 3-letni kontrakt z tureckim Gaziantepsporem, jednak przez problemy finansowe klubu 31 grudnia 2013 kontrakt został anulowany. 28 lutego 2014 roku podpisał z FK Aktöbe, ale wkrótce okazało się, że z przyczyn technicznych jest nieaktualny. Ostatecznie w końcu lipca 2014 podpisał kontrakt z Hajdukiem Split. 3 września 2015 za obopólną zgodą kontrakt został anulowany.
5 października 2015 został piłkarzem RNK Split, ale po miesiącu klub anulował kontrakt z przyczyn nieodpowiedniego zachowania piłkarza. 5 lutego 2016 został piłkarzem rumuńskiej Concordii Chiajna. 1 września 2016 jako wolny agent podpisał kontrakt z rosyjskim FK Tosno. 4 lipca 2017 kontrakt za obopólną zgodą został anulowany, a 6 lipca piłkarz zasilił skład Dynamy Brześć. 19 lipca 2018 kontrakt z klubem został rozwiązany. 30 sierpnia 2018 został piłkarzem węgierskiego klubu Kisvárda FC. 12 stycznia 2019 wrócił do Dynamy Brześć.

### Kariera reprezentacyjna
Mimo iż urodził się na Białorusi, zdecydował się reprezentować Ukrainę. Wcześniej jednak brał udział w Mistrzostwach Europy U-16 jako zawodnik drużyny Białorusi. Już na juniorskich Mistrzostwach Europy U-19 rozgrywanych w 2004 roku w Szwajcarii występował w reprezentacji Ukrainy. Został powołany przez Ołeha Błochina na mundial 2006. Jeszcze przed mundialem zdobył tytuł wicemistrza Europy U-21 wraz z kadrą Ukrainy prowadzoną przez Ołeksija Mychajłyczenkę. Strzelił karnego reprezentacji Holandii w stylu Panenki. Na mistrzostwach zagrał z numerem 15. Strzelił jednego z rzutów karnych w serii w meczu ze Szwajcarią ponownie w stylu Panenki, w ten sposób przyczynił się do awansu Ukrainy do ćwierćfinału (w którym uległa późniejszym mistrzom świata – Włochom).

## Sukcesy i odznaczenia

### Sukcesy klubowe
Dynamo Kijów
- półfinalista Pucharu UEFA: 2009
- mistrz Ukrainy: 2004, 2007, 2009
- zdobywca Pucharu Ukrainy: 2003, 2005, 2006, 2007
- zdobywca Superpucharu Ukrainy: 2006, 2009
- zdobywca Pucharu Pierwogo Kanału: 2008

Hajduk Split
- brązowy medalista Mistrzostw Chorwacji: 2015

### Sukcesy reprezentacyjne
- brązowy medalista Europy U-19: 2004
- wicemistrz Europy U-21: 2006
- ćwierćfinalista Mistrzostw Świata: 2006

### Sukcesy indywidualne
- najlepszy piłkarz roku na Ukrainie (według gazety „Komanda”): 2005.
- najlepszy piłkarz sezonu w Mistrzostwach Ukrainie (wg magazynu „Futbol” oraz strony www.football.ua): 2007.
- wybrany do listy 33 najlepszych piłkarzy roku na Ukrainie: Nr 1 (2003, 2004, 2005, 2006, 2007), Nr 2 (2009)

### Odznaczenia
- Order „Za odwagę” III klasy: 2006[21].